# 西浦村 (福井県)
西浦村（にしうらむら）は福井県三方郡にあった村。現在の三方上中郡若狭町の北端にあたる。

## 地理
- 海洋 ： 若狭湾、世久見湾
- 岬 ： 常神岬
- 島 ： 御神島

## 歴史
- 1889年（明治22年）4月1日 - 町村制の施行により、常神浦、神子浦、小川浦、遊子浦及び塩坂越浦の区域をもって、西浦村が発足する。
- 1907年（明治40年）8月1日 - 田井村及び西浦村が合併して、西田村が発足する。

## 交通

### 道路
現在は旧村域を三方五湖レインボーラインが通過するが、当時は未開通。